# Regőczy Krisztina
Regőczy Krisztina (Budapest, 1955. április 19.) olimpiai ezüstérmes, világbajnok műkorcsolyázó, sportvezető.
1961-től a Budapesti Petőfi, illetve a BSE (Budapest Sport Egyesület) műkorcsolyázója volt. Kezdetben egyéni műkorcsolyázásban, majd 1967-től Sallay Andrással jégtáncban versenyzett. 1970-től 1980-ig szerepeltek a magyar válogatottban. 1974-től valamennyi világ- és Európa-bajnokságon az első hat között végeztek. Pályafutásuk csúcsára 1980-ban érkeztek, amikor a Lake Placid-i téli olimpián ezüstérmesek, a dortmundi világbajnokságon aranyérmesek lettek. Amatőr pályafutásukat világbajnoki győzelmük után fejezték be.
1980-tól Sallay Andrással az amerikai Ice Follies és a Holiday on Ice jégrevü jégtáncosaként turnézott az Egyesült Államokban és Kanadában. 1984-ben történt visszavonulása után Bostonban jégtánciskolát nyitott, illetve Európában nemzetközi edzőtáborokat szervezett. Budapesten edzőként a magyar utánpótlás nevelésével is foglalkozott. 1996-tól a Nemzetközi Korcsolyázó Szövetség (ISU) edzői bizottságának elnöke és jégtánc szakbizottságának vezetője lett. 1999-ben Budapesten Tornászda és Szépségház néven fitneszszalont nyitott. 2009-től a Magyar Olimpiai Bizottság elnökségének tagja, valamint a szervezet Nők a sportban bizottságának vezetője. 2010 októberében kinevezték a  Nemzetközi Korcsolyázó Szövetség műkorcsolya, a jégtánc és a szinkronkorcsolya szakági sportigazgatójának.

## Sporteredményei
- olimpiai 2. helyezett (1980)
- olimpiai 5. helyezett (1976)
- világbajnok (1980)
- világbajnoki 2. helyezett (1979)
- világbajnoki 3. helyezett (1978)
- kétszeres világbajnoki 4. helyezett (1976, 1977)
- kétszeres világbajnoki 6. helyezett (1974, 1975)
- kétszeres Európa-bajnoki 2. helyezett (1977, 1980)
- kétszeres Európa-bajnoki 3. helyezett (1978, 1979)
- Európa-bajnoki 4. helyezett (1976)
- Európa-bajnoki 6. helyezett (1975)
- Kilencszeres magyar bajnok

## Díjak
- Prima díj (2014)
- Budapestért díj (2019)